# Право на повратак
Право на повратак начело је међународног права које гарантује свакој особи слободу да се добровољно врати или поновно уђе у земљу рођења или држављанства. Право на повратак на основу народности, држављанства или порекла може се утврдити уставом или законом поједине земље. Неке земље ускраћују право у одређеним случајевима или у потпуности.
Право је формулисано у неколико савремених споразума и конвенција, посебно у Универзалној декларацији о људским правима (1948), Међународном пакту о грађанским и политичким правима (1966) и Четвртој женевској конвенцији (1948). Женевске конвенције, тврди се, прерасле су у међународно обичајно право, па је право на повратак обавезујуће и за земље које нису потписнице конвенција.
Право на повратак често позивају представници избегличких група тврдњама да имају слободу да се врате у земљу из које су расељени.